# Небось, Игорь Евгеньевич
И́горь Евге́ньевич Небо́сь (укр. Ігор Євгенович Небось; 21 сентября 1985, Луцк — 15 января 2023, Бахмут) — украинский военнослужащий, капитан, участник российско-украинской войны. Герой Украины (27 октября 2023, посмертно).

## Биография
Родился 21 сентября 1985 года в Луцке.
Во время российского вторжения в Украину — специалист І категории Центра специальных операций «Альфа» Службы безопасности Украины.
В январе 2023 года во время боёв у Бахмута и Опытного в Донецкой области Игорь Небось, по заявлению Украины, лично уничтожил врага, который обстреливал позиции из ручного противотанкового гранатомёта. Бои продолжались девять часов. Погиб 15 января 2023 года при выполнении боевого задания возле Бахмута Донецкой области.

## Награды
- Звание «Герой Украины» с удостоением ордена «Золотая Звезда» (27 октября 2023, посмертно) — за личное мужество и героизм, проявленные в защите государственного суверенитета и территориальной целостности Украины, верность военной присяге.